# 長崎県立大村高等学校

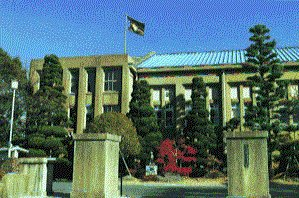
大村高校旧校舎:1933年（昭和8年）5月～1988年（昭和63年）12月までの55年間使用された

長崎県立大村高等学校（ながさきけんりつおおむらこうとうがっこう, 英: Nagasaki Prefectural Omura High School）は、長崎県大村市久原一丁目にある県立高等学校。略称は「大高」（だいこう）。

## 概要
歴史
大村藩4代目藩主・大村純長が、1670年（寛文10年）、玖島城内桜馬場に九州で初めに開学した藩校「集義館」を前身とする。廃藩置県とともに藩校は廃止され、学制施行により長崎県立下等大村中学校が設置されるも、3年あまりで廃校。その後すぐ、1884年（明治17年）に旧藩主の伯爵家により「私立大村中学校」が創立。数回の移管・改称を経て、戦後の学制改革で「長崎県立大村高等学校」（男子校）となる。間もなく旧・高等女学校の「長崎県立大村女子高等学校」を統合し、男女共学の「長崎県立大村高等学校」となり、現在に至る。
「私立大村中学校」の開校した1884年（明治17年）を創立年としており、2024年（令和6年）に創立140周年を迎えた。
設置課程・学科
- 全日制課程 普通科・数理探究科・家政科の3学科
- 定時制課程 普通科の1学科

校是
「両道不岐」
校章
大村家より長崎県へ経営移管した1901年（明治34年）に制定。デザインは大村家家紋の一つである替紋をもとに図案化された。
校歌
【旧制大村中学校・校歌】
1928年（昭和3年）11月に制定。作詞は土井晩翠、作曲は山田耕筰による。この旧校歌は学生歌として残り、現在も歌い継がれている。
【大村高等学校・校歌】
1951年（昭和26年）8月に制定。作詞は福田清人、作曲は信時潔による。
施設
- 「大高坂」- 校門から本館入口に至る、約150mの坂。春の季節には桜の並木道となる。
- 「本館」 - 5階建て。2・3学年教室、職員室、事務局、特別教室など。
- 「別館」 -4階建て。1学年教室、特別教室、定時制校舎など。
- 「体育館」 -大体育館と小体育館。
- 「図書館・体験実習室」 -1階は多目的室。2階は図書館。
- 「五教寮」- 生活宿舎のための寮ではなく、研修会や合宿等で使用される。

通学手段
徒歩、自転車、路線バス、電車（JR）

## 沿革
藩校
- 1670年（寛文10年）- 四代藩主・大村純長により、玖島城内桜馬場[3]に藩校「集義館」（しゅうぎかん）が設立。
- 1679年（元禄7年） - 「静寿園」（せいじゅえん）と改称。江戸から荻生徂徠学派の学者・本田鉄州を教官として招聘。
- 1790年（寛政2年） - 「五教館」（講学所）と「治振軒」（演武場）を大村城外桜田屋敷に建設。
- 1872年（明治5年）11月 - 五教館を廃校。

長崎県立大村中学校（旧制中学校、男子校）
- 1880年（明治13年）10月 - 「長崎県立下等大村中学校」（3年制）が設立。54名が入学。
- 1881年（明治14年）7月 - 「長崎県立初等大村中学校」（4年制）と改称。
- 1884年（明治17年）（創立年）
  - 3月 - 県立中学校一校制[4]に基づき、長崎県立初等大村中学校が廃止。
  - 11月1日 – 旧藩主の大村伯爵家により、「私立大村中学校」（旧制中学校、4年制）が創立。99名が入学。11月1日を創立記念日とする。
- 1886年（明治19年）9月 – 「私立尋常大村中学校」（5年制）と改称。
- 1896年（明治29年）5月 - 「私立尋常中学玖島学館」と改称。
- 1898年（明治31年）4月 – 「長崎県尋常中学玖島学館」と改称。
- 1901年（明治34年）4月 – 「長崎県立中学玖島学館」と改称。
- 1919年（大正8年） 4月 – 「長崎県立大村中学校」と改称。
- 1922年（大正11年）4月 - 北高来郡諌早村（現・諫早市）に諌早分校[5]を設置。
- 1928年（昭和3年）11月 - 校歌を制定。
- 1933年（昭和8年）5月 - 久原ヶ丘（現在地）に新校舎が完成し、移転。
- 1947年（昭和22年）4月 - 学制改革の新制中学校発足に伴い、併設中学校[6]を設置し、旧制中学校の2・3年生を収容。旧制中学校の生徒募集を停止。
- 1948年（昭和23年）4月 – 学制改革により、「長崎県立大村高等学校」（新制高等学校、男子校）と改称。

長崎県立大村高等女学校
- 1911年（明治44年）8月 – 「東彼杵郡立大村実科高等女学校」を設立。
- 1919年（大正8年）4月 – 「東彼杵郡立大村高等女学校」と改称。
- 1922年（大正11年）4月 – 「長崎県立大村高等女学校」と改称。
- 1934年（昭和9年）4月 - 長崎県女子師範学校[7]と併設。
- 1947年（昭和22年）4月 - 学制改革の新制中学校発足に伴い、併設中学校[6]を設置し、高等女学校の2・3年生を収容。高等女学校の生徒募集を停止。
- 1948年（昭和23年）4月 – 学制改革により、「長崎県立大村女子高等学校」と改称。

長崎県立大村高等学校（男女共学）
- 1948年（昭和23年）
  - 11月 - 長崎県立大村高等学校、大村女子高等学校、および大村農業高等学校を統合し、「長崎県立大村高等学校」（男女共学、総合高等学校）と改称。
- 1949年（昭和24年）
  - 4月 - 被服科および別科を設置。（定員各40名）
  - 5月 - 定時制普通科（夜間）1学級を設置。（定員40名）
  - 5月25日 - 昭和天皇が行幸（昭和天皇の戦後巡幸）[8]。校庭が「大村市奉迎場」となった[9]。
- 1951年（昭和26年）
  - 3月 – 別科を廃止。
  - 4月 - 農業部が分離独立し、長崎県立大村農業高等学校（現長崎県立大村城南高等学校）となる。
  - 8月 - 新校歌を制定。旧制中学校校歌を学生歌とする。
- 1953年（昭和28年）
  - 4月 - 被服科に代わり、家庭課程を設置（定員80名）、定時制普通科（夜間）2学級となる。（定員80名）
  - 5月 - 補習科を1学級附設する。
- 1956年（昭和31年）8月 – 補習科を廃止。
- 1984年（昭和59年）
  - 2月 – 創立100周年記念館「五教寮」が完成。
  - 10月 – 創立100周年記念式典を挙行。
- 1985年（昭和60年）3月 – 「大村高校百年史」を刊行。
- 1988年（昭和63年）4月 - 定員を全日制普通科8クラスとする。
- 1989年（平成元年）1月 - 新校舎（本館）が完成。
- 1990年（平成 2年）1月 - 中庭「語らいの広場」と校門が完成。
- 1992年（平成 4年）9月 - 体育館が完成。
- 1993年（平成 5年）3月 - グラウンド整備を完了。
- 1994年（平成 6年）
  - 3月 - 南館・東館の改修工事を完了。
  - 4月 - 長崎県内で初めて、全日制理数科を設置。（1学級定員40名）全日制普通科7クラスとする。
  - 10月 - 創立110周年記念庭園が完成し、創立110周年記念式典を挙行。
- 1997年（平成 9年）
  - 1月 -「魅力ある図書館づくり」で図書館を改修。
  - 3月 - 南館（家政科実習室棟）を改修。語らいの広場の環境整備工事が完了。
- 1998年（平成10年）3月 - 第2体育館が完成。
- 2000年（平成12年）
  - 3月 - ハンドボールコート・パソコン室・テニスコートを整備。
  - 4月 - 全日制家政科の定員を1学級とする。
- 2001年（平成13年）12月 - 校内LANを整備。
- 2004年（平成16年）10月 - 創立120周年記念式典を挙行。
- 2006年（平成18年）3月 - グラウンドを改修。
- 2010年（平成22年）3月 - クライミングウォールが完成。
- 2011年（平成23年）4月 - 理数科の募集を停止し、数理探究科の募集を開始[10]。
- 2013年（平成25年）3月31日 - 理数科を廃止。
- 2019年（令和元年）11月8日 - 野球部が第92回選抜高校野球大会「21世紀枠」長崎県推薦校に選出。
- 2022年（令和4年）4月1日 - 普通科（6学級）、数理探求科（1学級）、家政科（1学級）を普通科（5学級）、文理探求科（仮称、2学級）、家政科（1学級）に改編(予定)[11]。

## 分離・独立した学校
- 長崎県立諫早高等学校
  - 1922年（大正11年）- 長崎県立大村中学諫早分校として設立。
  - 1923年（大正12年）- 長崎県立諫早中学校と改称。
  - 1948年（昭和23年）
    - 4月 - 学制改革により長崎県立諫早高等学校（男子校）が発足。
    - 11月 - 長崎県立諫早女子高等学校と統合し、男女共学となる。
- 長崎県立大村城南高等学校
  - 1941年（昭和16年）- 「大村市立竹松実業学校」として設立。
  - 1948年（昭和23年）11月30日 - 長崎県立大村高等学校と統合し、「長崎県立大村高等学校農業部」となる。
  - 1951年（昭和26年）3月31日 - 長崎県立大村高等学校より分離し、「長崎県立大村農業高等学校」として独立。
  - 1955年（昭和30年）4月1日 - 「長崎県立大村園芸高等学校」に改称。
  - 1998年（平成10年）4月1日 - 学科改編により、「長崎県立大村城南高等学校」に改称。総合学科校となる。
- 長崎県立西彼農業高等学校
  - 1949年（昭和24年）4月30日 - 「長崎県立大村高等学校農業部 亀岳分校」（昼間定時制）が亀岳村立亀岳中学校に併設される。
  - 1951年（昭和26年）4月1日 - 「長崎県立大村農業高等学校 亀岳分校」と改称。
  - 1955年（昭和30年）4月1日 - 「長崎県立大村園芸高等学校 琴海分校 亀岳教室」と改称。
  - 1956年（昭和31年）4月1日 - 「長崎県立西彼農業高等学校」として分離・独立。
- 長崎県立長崎明誠高等学校
  - 1949年（昭和24年）4月30日 - 「長崎県立大村高等学校農業部 村松分校」（昼間定時制）が村松村立村松中学校に併設される。
  - 1951年（昭和26年）3月31日 - 「長崎県立大村農業高等学校 村松分校」と改称。
  - 1955年（昭和30年）4月1日 - 「長崎県立大村園芸高等学校 琴海分校 村松教室」と改称。
  - 1956年（昭和31年）4月1日 - 「長崎県立西彼農業高等学校 村松分校」に改称。
  - 1968年（昭和43年）4月1日 - 移管により、「長崎県立長崎西高等学校 琴海分校」と改称。
  - 1974年（昭和49年）4月1日 - 「長崎県立琴海高等学校」として分離独立。
  - 1998年（平成10年）4月1日 - 学科改編により、「長崎県立長崎明誠高等学校」に改称。総合学科校となる。

## 部活動
- 19体育部と13文化部

クラブに入部する生徒は、例年半数を超えている。中には漕艇部、弓道部、山岳部、コーラス部、吹奏楽部等のように、全国大会や九州大会で活躍する部もある。
| 体育部 | 文化部 |
| - 剣道部（大村藩の伝統を引き継ぐ） - 漕艇（ボート）部（国体出場レベルの選手を輩出している） - 弓道部（大村藩の伝統を引き継ぐ） - 柔道部 - 卓球部 - 山岳部 - 陸上部 - 野球部 - ラグビー部 - サッカー部 - ハンドボール部 - ソフトボール部 - バレーボール部男子 - バレーボール部女子 - ソフトテニス部女子 - バスケットボール部男子 - バスケットボール部女子 - テニス部 - バドミントン部 | - 文芸部（福田清人が創部。創刊された文芸誌「玖城」は現在も継続） - 吹奏楽部 - 写真部 - 理科部（地学班、生物班） - 語学部 - 茶道部 - コーラス部 - 美術部 - 書道部 - 放送部 - 演劇部 - 被服部 - 新聞部 |

## 著名な出身者
項目別に卒年順。本校の源流となった藩校・五教館の出身者は五教館#主な出身者を参照。

### 財界
- 浜田彪 (大村中)  - 三菱造船会長
- 今里広記 (中27期) - 日本精工社長、経団連副会長
- 服部正也 (中39期)  - 世界銀行副総裁
- 河野俊二 (大村中) - 東京海上火災保険社長・会長、日本損害保険協会会長、経団連副会長
- 田崎俊作 (中48期) - 田崎真珠創業者
- 杉田亮毅 (高8期) - 日本経済新聞社社長・会長、日本記者クラブ理事長
- 池内比呂子 (高30期) - テノ. ホールディングス創業者・社長、女性初の九州経済連合会理事

### 学界・教育界
- 楠本長三郎 (中1期) - 内科学者、大阪大学第2代学長・名誉教授
- 朝永三十郎 (中1期) - 哲学者、京都大学名誉教授、朝永振一郎の父
- 黒板勝美 (中2期) - 歴史学者、東京大学名誉教授、「国史大系」・「大日本古文書」の編纂に尽力
- 三根円次郎 (中4期) - 教育者、旧制土佐中学初代校長
- 松尾三郎 (大村中) - 文学者、國學院大學学長
- 外山幹夫 (高3期) - 日本史学者、長崎大学名誉教授

### 防衛
- 福田雅太郎 (大村中) - 第58代陸軍大将、枢密顧問官
- 志摩篤 (高5期) - 第22代陸上幕僚長

### 芸術
- 荒木十畝 (大村中) - 日本画家、文展・帝展審査員
- 水谷竹紫 (大村中)　- 劇作家・演出家
- 長岡和弘 (高22期) - ベーシスト・音楽プロデューサー

### 文学
- 福田清人 (大村中) - 児童文学作家・文学評論家
- 川副国基 (大村中) - 文学者、早稲田大学名誉教授・文学部長
- 伊東静雄 (大村中) - 詩人
- 原田謙次 (大村中) - 歌人・小説家

### 政界
- 今里準太郎 (大村中) - 国会議員（衆議院）
- 田川大吉郎 (大村中) - 国会議員（衆議院）、東京市助役
- 田中茂穂 (大村中) - 国会議員（参議院）、閣僚（国務大臣行政管理庁長官）、鹿児島県議会議長
- 田口健二 (高1期) - 国会議員（衆議院）
- 笠井達彦 (高26期) - 駐カザフスタン特命全権大使、一橋大学大学院社会学研究科客員教授

### その他
- 竹下重人 (大村中) - 弁護士、女優竹下景子の父
- 江口貴勅 (高42期) - 作曲家・サウンドプロデューサー
- 晦日尚子 (高60期) - ボート選手
- 根井三郎 (大村中) - 外交官、杉原千畝の「命のビザ」で逃れてきたユダヤ系難民の日本入国を認めさせた人物。

## 縁のある人物
- 岩崎弥太郎 - 土佐藩出身。三菱財閥創始者。少年時代に五教館に国内留学し、渡邊昇と親交。
- 森有礼 - 薩摩藩出身。初代文部大臣（伊藤博文内閣）。1886年（明治19年）に私立大村中学校を訪問。
- 石井筆子　- 渡邊清の長女、渡邊昇の姪。大村高校近隣の大村市玖島で生まれ育つ。日本初の知的障害者教育の創始者[13]。
- アリス・ルーズベルト

- セオドア・ルーズベルト（アメリカ合衆国大統領）の娘。軍艦オハイオ（BB-12）で日本を訪問。1906年（明治39年）に大村に立ち寄った際、彼女の案内役を旧制大村中学校校長（第14代・米沢武平）および職員が務めた。
- 豊田章一郎

- トヨタ自動車会長。第二次大戦前、技術士官として大村市に赴任。旧制大村中学近郊の大村市片町に下宿。旧制大村中学生徒と交流し、影響を与えた。
- 昭和天皇 - 1949年（昭和24年）5月25日に来訪。これを記念し大村高校に通じる橋を「御幸橋」（みゆきばし）と命名[16]。
- ヨハネ・パウロ2世

- ローマ教皇。日本訪問期間中（1981年（昭和56年）2月23日から26日まで）に、大村高校校舎建設時に出土したメダリオンを見るために来校。
- 竹下景子 - 日本の女優。父親が旧制大村中学卒業生。その縁で1993年（平成5年）に大村高校同窓会総会の司会を務めた[16]。

## 交通アクセス
最寄りの鉄道駅
- JR九州 大村線「大村駅」・「岩松駅」下車後、徒歩約25分。

最寄りのバス停
- 県営バス 大村市内線 「（大村）公園入口」バス停下車後、徒歩3分。

最寄りの道路
- 国道34号に面している。
- 長崎自動車道・「大村IC」から自動車で12分程度。

その他
- 長崎空港から自動車で10分程度。

## 周辺
- 大村市役所
- 長崎県教育センター
- 大村市学校給食会
- 大村市立大村小学校
- 大村市立玖島中学校
- 長崎県立大村城南高等学校
- 大村公園・玖島城跡
- 国立病院機構長崎医療センター
- 活水女子大学看護学部（大村キャンパス）
- 長崎県立大村特別支援学校